# Bruno Segalla

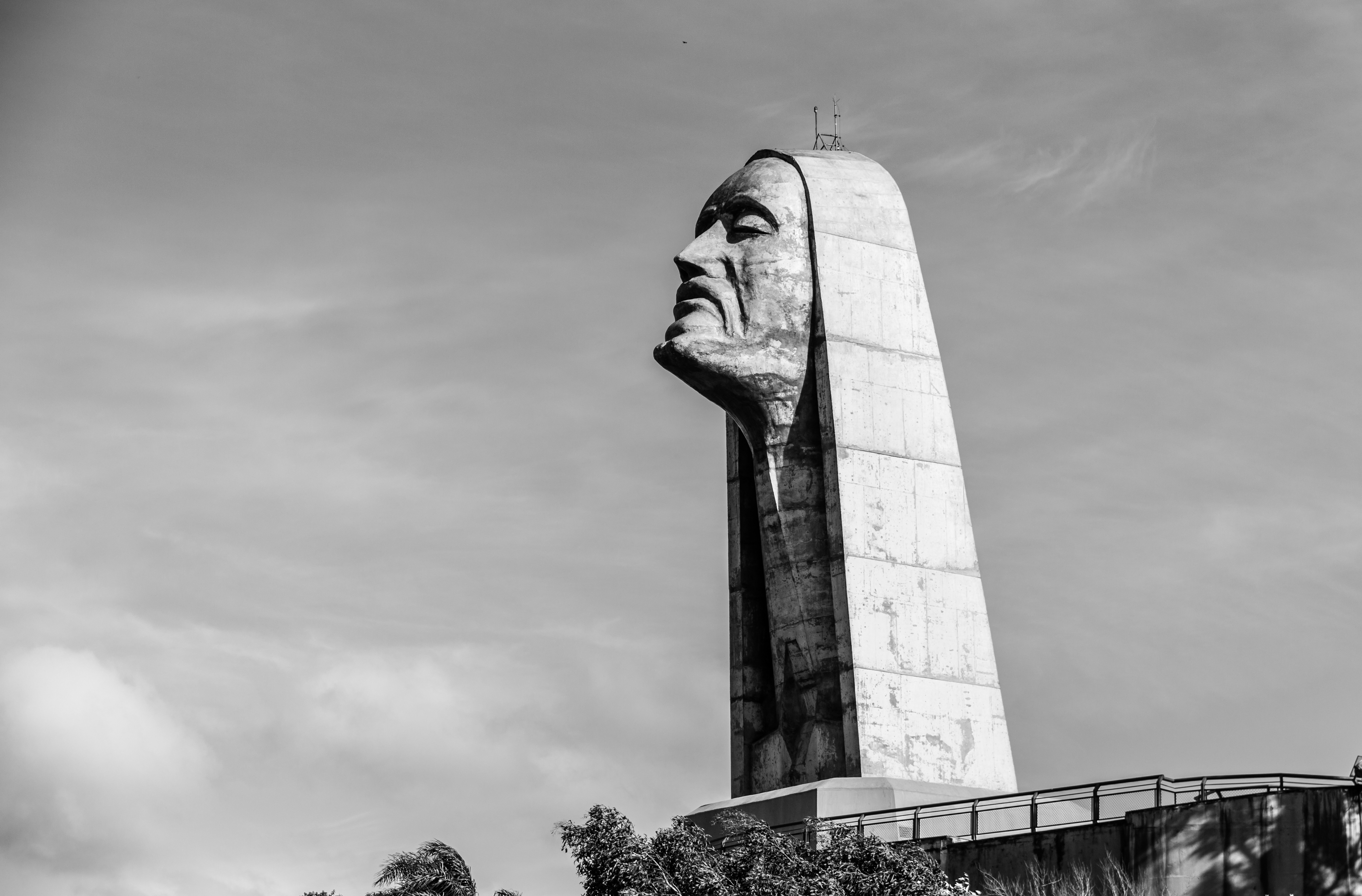
Monumento Jesus do Terceiro Milênio.

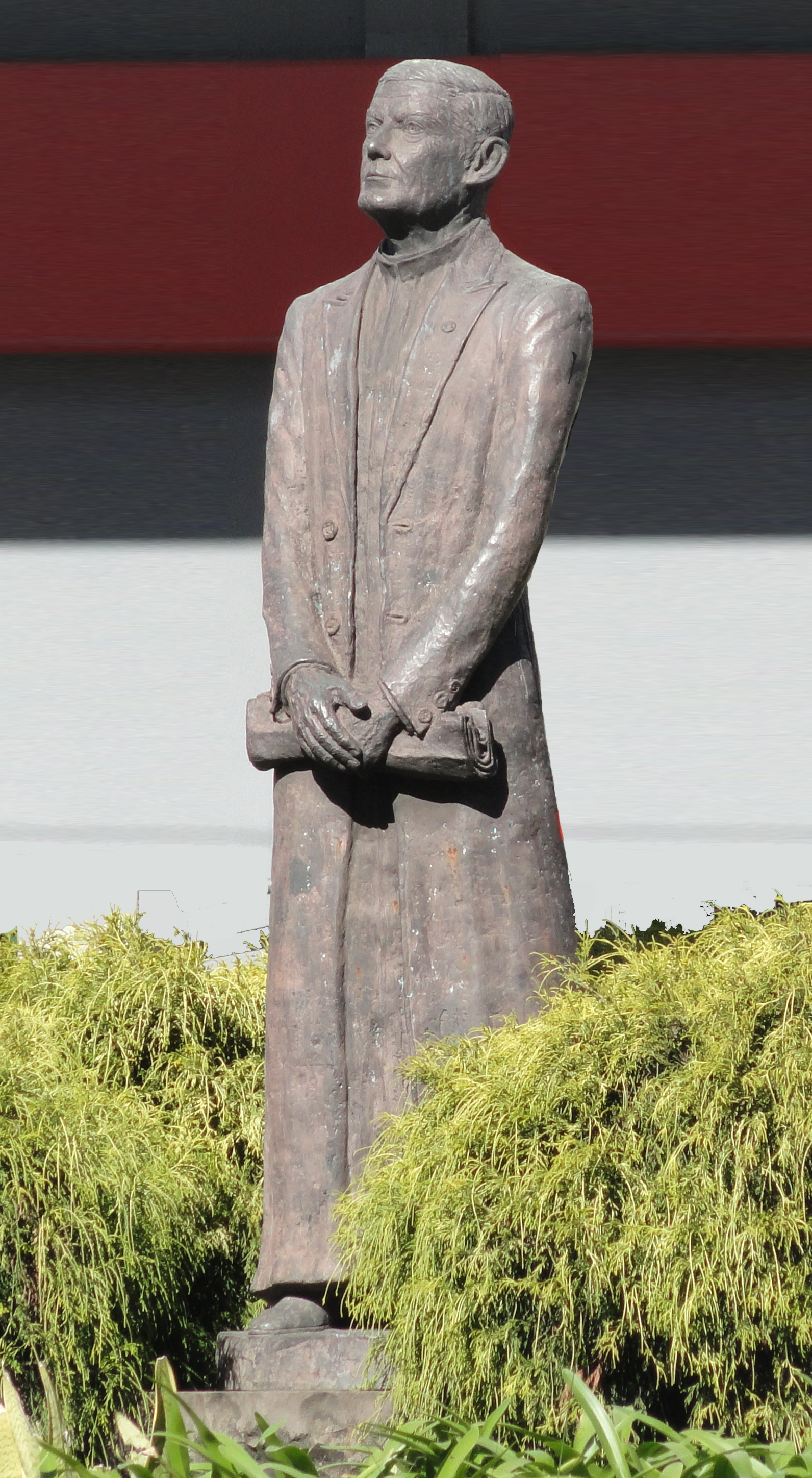
Estátua homenageando o padre Giordani, de Bruno Segalla.

Bruno Panarotto Segalla (Caxias do Sul, 7 de outubro de 1922 — Caxias do Sul, 2001) foi um metalúrgico, sindicalista, político e artista brasileiro.
Iniciou sua vida profissional aos 14 anos como funcionário do setor de gravação da Metalúrgica Abramo Eberle, encarregado de modelar medalhas. Nesta especialidade viria a ganhar reconhecimento nacional. Produziu, entre outras, medalhas para a Casa da Moeda do Brasil, a ECO-92, a Festa da Uva, a Prefeitura e o Banco do Brasil. Sua habilidade de gravador permitia-lhe escrever palavras e esculpir figuras em cabeças de alfinetes. Entre as peças mais notáveis nesta categoria estão a série de alfinetes produzidos em homenagem a Getúlio Vargas, um deles gravado com 119 caracteres. A leitura só é possível com o uso de lentes.
Deixou também uma grande série de esculturas e relevos em pequenas e grandes dimensões, representando bustos de personalidades ilustres ou temáticas livres. Foi o autor das portas de bronze da Basílica de Nossa Senhora de Nazaré (em colaboração com Orevil Bellini), de estátuas do padre Giordani e da pioneira Ana Rech em tamanho natural, entre outras obras. Sua criação mais conhecida é o monumental Jesus do Terceiro Milênio, instalado no Parque de Exposições da Festa da Uva. Foi também o autor do modelo da principal comenda oferecida pelo município, a Medalha Monumento Nacional ao Imigrante. Para Sinara Boone, professora da UCS e coordenadora pedagógica do Instituto Bruno Segalla, seu estilo é difícil de definir, mas caracteriza-se principalmente pela influência expressionista e cubista: "Do ponto de vista da técnica, seus trabalhos não se caracterizam pela busca da beleza do traço. Pelo contrário, a força de suas criações é conduzida pela rigidez com que trabalha o metal, pela agressividade que traça a fisionomia de grande parte de seus personagens, pelas cenas que representa".
No seio da Eberle, Segalla iniciou sua militância política. Alinhado à esquerda, numa época em que as relações entre patrões e empregados estavam carregadas de paternalismo e desigualdade e o trabalho era levado sob uma disciplina férrea, muitas vezes em condições abusivas, procurou sensibilizar seus colegas para as questões do operariado e organizou algumas greves em setores da empresa. Foi vereador pelo Partido Social Progressista em dois mandatos (1956-1963) e colaborador da Tribuna Livre. Em 1957 assumiu a presidência do Sindicato dos Metalúrgicos e em 1963, ainda na presidência, liderou a maior greve já realizada na cidade, conseguindo uma adesão maciça de oito mil operários, que na época constituíam cerca de 95% da força de trabalho do setor. Em 7 de maio de 1964, quando era deputado estadual suplente, teve seu mandato cassado. Perseguido pelo regime militar, foi preso três vezes, na última delas por tentar organizar o Partido Comunista Brasileiro na cidade. Na prisão foi torturado, e levaria dessa experiência graves sequelas psicológicas. Contudo, continuou devotado às problemáticas sociais, humanas e trabalhistas, um interesse que traduziu também em muitas peças de arte. Na opinião de Daniela Pioner, curadora da exposição Bruno Segalla, O Operário da Arte, "ele era um defensor da causa operária e participou ativamente da vida cultural e política da cidade. Era associado ao sindicato dos trabalhadores nas indústrias metalúrgicas e lutou bravamente pelos direitos. Então, além de ainda ser um exemplo para artistas, nos mostra que também foi importante como metalúrgico. E isso precisa ser evidenciado".
Pouco antes de morrer, em 1999, recebeu da Municipalidade o título de Artista do Século XX, e em pesquisa de opinião desenvolvida no mesmo ano junto a 100 líderes comunitários de diferentes áreas por acadêmicos do Curso de Jornalismo da Universidade de Caxias do Sul, foi eleito uma das 30 Personalidades de Caxias do Sul — Destaques do Século XX. Hoje seu nome batiza uma avenida perimetral em Caxias e seu legado é preservado no instituto que leva seu nome, instalado no campus da UCS, que preserva um acervo de mais de oito mil itens e promove atividades culturais. Em 2011, no aniversário de dez anos de seu falecimento, recebeu várias homenagens. Em 2014 a Assembleia Legislativa do Estado o incluiu na homenagem a antigos políticos cassados pela ditadura, recebendo a Medalha da 53ª Legislatura, e tendo sua cassação revogada simbolicamente. Em 2016 sua obra foi objeto de um documentário, intitulado As Mãos de Bruno Segalla, com direção de Samuel Bovo e roteiro de Paula Zanettini.  Foi casado com Almira da Silva, deixando cinco filhos.